# امانوئل – خشونت علیه زنان چرا؟
امانوئل – خشونت علیه زنان چرا؟ (ایتالیایی: Emanuelle – Perché violenza alle donne?) یک فیلم سکسنتفاعی به کارگردانی جو داماتو است که در سال ۱۹۷۷ منتشر شد.

## بازیگران
- لورا خمسر
- ایوان راسیموف
- کارین شوبرت
- جرج ایستمن
- مارینو مازه
- اولا یوهانسن
- بریگیته پترونیو
- پائولا مائیولینی